# Test Drive Unlimited Solar Crown
Test Drive Unlimited Solar Crown é um jogo de corrida desenvolvido pela KT Racing e publicado pela Nacon. Será o vigésimo primeiro jogo de toda a série Test Drive, o primeiro título desde o Test Drive: Ferrari Racing Legends (2012), e o terceiro jogo da sub-série Unlimited, voltada ao mundo aberto, sucedendo Test Drive Unlimited 2 (2011).
O jogo foi divulgado no dia 3 de julho de 2020 no Twitter e foi oficialmente revelado durante o evento Nacon Connect em 7 de julho. Inicialmente com lançamento previsto em setembro de 2022 para PS5, PS4, Xbox Series X/S, Xbox One, Nintendo Switch e Microsoft Windows (via Steam e Epic Games), o jogo foi adiado para 2023 e teve as suas versões para os consoles da geração anterior, PS4 e Xbox One, canceladas.
Em 30 de maio de 2024, a conta oficial da Nacon no Twitter fez uma publicação com um trailer revelando o lançamento oficial para 12 de setembro de 2024.

## Desenvolvimento
Foi relatado em dezembro de 2016 que a editora francesa Bigben Interactive (agora chamada Nacon) adquiriu a propriedade intelectual do Test Drive da Atari, com planos de reiniciar a franquia. Em 2018, a Bigben anunciou a aquisição da desenvolvedora de jogos francesa Kylotonn, com Roman Vincent, presidente da Kylotonn, sugerindo que eles estavam trabalhando na próxima edição do Test Drive.
Em abril de 2020, a Nacon registrou uma marca comercial no Escritório de Propriedade Intelectual do Reino Unido para o Test Drive Solar Crown, as últimas duas palavras se referindo à série de competições de corrida dentro do universo Solar Crown apresentada no Test Drive Unlimited 2 de 2011.
Em 3 de julho de 2020, a conta oficial do Test Drive no Twitter tuitou um videoclipe de doze segundos de um logotipo em forma de coroa com as letras "SC" se formando, anunciando uma revelação completa durante o evento de vídeo Nacon Connect em 7 de julho. O jogo foi anunciado oficialmente naquela data durante o evento com um trailer de 25 segundos, com Kylotonn (sob sua marca KT Racing) como desenvolvedora. Baseado no texto de copyright no final do vídeo, o jogo contará com veículos da (entre outras marcas a serem anunciadas) Bugatti, Dodge, Ferrari, Koenigsegg, Lamborghini e Porsche.
O jogo contará com uma recriação em escala 1:1 da ilha de Hong Kong, na China, de modo similar às recriações da ilha de Oahu (no Havaí) nos dois jogos anteriores da sub-série Unlimited (Test Drive Unlimited e Test Drive Unlimited 2), e da ilha de Ibiza (na Espanha) no segundo jogo. Será executado na estrutura e modelo de manuseio do WRC 8. O diretor criativo Alain Jarniou, que trabalhou nos dois primeiros jogos Test Drive Unlimited, afirmou no vídeo do Nacon Connect que o Unlimited Solar Crown só estava em desenvolvimento há "vários meses".